# Principe HSAB
Le principe HSAB, aussi connu sous le nom théorie HSAB ou concept acide-base de Pearson, est très utilisé en chimie pour expliquer la stabilité des composés, les vitesses des réactions, etc.
HSAB est l’acronyme de Hard and Soft Acids and Bases (acides et bases durs et mous) ; dans le cadre de la théorie HSAB, les termes « acide et base » sont à entendre dans le sens d’acide de Lewis et base de Lewis dans le cadre général des équilibres ou réactions d’oxydo-réduction ; les termes « dur et mou » ne doivent pas être confondus avec les termes « fort et faible » des acides et bases classiques (dont la « force » se mesure à leur pH en solution molaire, c’est-à-dire leur faculté à libérer ou capter des protons).
De même que la force d'un acide (ou d'une base) est mesurée par le pH, la dureté d'un acide (ou d'une base) est mesurée par sa dureté chimique notée η.

## Théorie générale
Cette théorie est principalement utilisée pour interpréter qualitativement la sélectivité des réactions chimiques, c’est-à-dire pour expliquer pourquoi tel groupe fonctionnel, tel ion ou telle molécule réagit préférentiellement avec tel autre partenaire dans la réaction, et aide à comprendre les facteurs prédominants dirigeant les réactions et propriétés chimiques:
- Un acide dur ou une base dure est associé à un ion ou groupe fonctionnel possédant une charge électronique entière ou partielle très localisée ; les acides et bases durs interagissent principalement selon des forces électrostatiques comme s'il s'agissait de charge ponctuelle. Les espèces dures sont de petite taille, ont des états de charge plus élevée (le critère de charge s’applique principalement aux acides, et dans une moindre mesure aux bases), et sont faiblement polarisables.
- Un acide mou ou une base molle est associé à un ion ou groupe fonctionnel possédant une charge électronique entière ou partielle peu localisée ; dans l’interaction entre acides et bases mous, la formation de liaisons covalentes prend de l'importance. Les espèces molles sont de grande taille, ont des états de charge peu élevée, mais sont fortement polarisables.

La théorie HSAB est également utile pour prédire les produits des réactions de métathèse. Assez récemment, il a pu être montré que même la sensibilité et les performances des matériaux explosifs et des produits énergétiques comme les carburants peut être expliquée au moyen de cette théorie.
Ralph Pearson a introduit le principe HSAB au début des années 1960,, afin de tenter d’unifier les réactions de chimie inorganique et organique.
Le cœur de cette théorie est que les acides mous réagissent plus vite et forment des liaisons plus fortes avec les bases molles, alors que les acides durs réagissent plus vite et forment des liaisons plus fortes avec les bases dures, lorsque les autres facteurs sont égaux. La classification du travail original a été basée principalement sur les constantes d'équilibre des réactions de deux bases de Lewis en compétition pour un même acide de Lewis.
Des tentatives ont eu lieu pour transformer le principe HSAB en une théorie quantitative mais ces essais ne furent pas convaincants. En effet les interactions sont davantage liées à la stabilité spatiale de reconformation des lobes électroniques externes du groupe fonctionnel tout entier, qu’à la seule localisation moyenne des charges électroniques dans le groupe isolé. Et le modèle ne peut prendre en compte correctement les interactions conduisant à des structures cycliques ou à leur éclatement.
Même si la théorie est uniquement qualitative, elle reste très utile notamment grâce à la simplicité de son énoncé :
Un acide dur réagit préférentiellement avec une base dure ; de même pour un acide mou avec une base molle.
D’une façon générale, les interactions des acides et bases les plus stables sont durs-dures (de caractère ionique) et mous-molles (de caractère covalent).

### Acides durs et bases dures
Les acides durs et bases dures tendent à avoir :
- un rayon atomique/ionique faible,
- un état d’oxydation élevé,
- une polarisabilité faible et
- une électronégativité forte ; de plus,
- les bases dures ont leurs orbitales moléculaires occupées les plus élevés (HOMO) à un niveau faible d’énergie et
- les acides durs ont leurs orbitales moléculaires inoccupées les moins élevés (LUMO) à un niveau élevé d’énergie[7],[8].

Exemples :
- des acides durs sont : H+, les ions alcalins, Ti4+, Cr3+, Cr6+, BF3 ;
- des bases dures sont : OH−, F−, Cl−, NH3, CH3COO−, CO32−.

L’affinité mutuelle des acides durs et bases dures est principalement de nature ionique.

### Acides mous et bases molles
Les acides mous et bases molles tendent à avoir :
- un rayon atomique/ionique large,
- un état d’oxydation faible ou nul,
- une polarisabilité élevée et
- une électronégativité faible ; de plus,
- les bases molles ont leurs orbitales moléculaires occupées les plus élevés (HOMO) à un niveau d’énergie plus élevé que les bases dures et
- les acides mous ont leurs orbitales moléculaires inoccupées les moins élevés (LUMO) à un niveau d’énergie plus faible que les acides durs[7],[8].

Exemples :
- des acides mous sont : CH3Hg+, Pt2+, Pd2+, Ag+, Au+, Hg2+, Hg22+, Cd2+, BH3 ;
- des bases molles sont : H−, R3P, SCN−, I−.

L’affinité mutuelle des acides mous et bases molles est principalement de nature covalente.

### Cas ambigus
Des cas ambigus (borderline), mous ou durs selon les réactions dans lesquelles ils interviennent, ont été également identifiés :
- des acides ambigus sont : le triméthylborane, le dioxyde de soufre et les cations : ferreux Fe2+, du cobalt Co2+ ou du plomb Pb2+ ;
- des bases ambiguës sont : l’aniline, la pyridine, l’azote N2 et les anions : azoture, bromure, nitrate et sulfate.

### Quantification de la molesse chimique d’une base
Un moyen pour tenter de quantifier la molesse d’une base consiste à déterminer la constante d'équilibre de l’équilibre suivant :
BH + CH3Hg+ ↔ H+ + CH3HgB
où l’ion méthylmercure (CH3Hg+) est un acide très mou et le proton (H+) est un acide dur, qui entrent tous deux en compétition pour la base B à classer.

## Applications de la théorie
Quelques exemples illustrant l’adéquation de la théorie :
- Les métaux bruts sont des acides mous et empoisonnés par des bases molles comme les phosphines et sulfures.
- Les solvants durs tels que le fluorure d’hydrogène, l’eau et les solvants protiques tendent à dissoudre les bases fortement solubles telles que les anions de fluor ou d’oxygène. D’un autre côté, les solvants aprotiques dipolaires tels que sulfoxyde de diméthyle et l’acétone sont des solvants mous avec une préférence à dissoudre des anions larges et des bases molles.
- Dans les réactions de complexation des ions de métaux de transition, de multiples expériences ont montré que la force des liaisons entre les centres métalliques et le ligands peuvent être expliquées par les principes de base dure, base molle, acide dur, acide mou et ordonnées selon leur molesse ou dureté.

| Acides de Lewis     | Acides de Lewis | Acides de Lewis   | Acides de Lewis     | Bases de Lewis  | Bases de Lewis | Bases de Lewis      | Bases de Lewis |
| durs                | durs            | mous              | mous                | dures           | dures          | molles              | molles         |
| ------------------- | --------------- | ----------------- | ------------------- | --------------- | -------------- | ------------------- | -------------- |
| Hydrogène           | H+              | Mercure           | Hg2+, Hg22+, CH3Hg+ | Hydroxyde       | OH−            | Hydrogénosulfure    | SH−            |
| Métaux alcalins     | Li+,Na+,K+      | Platine           | Pt4+                | Alcoolates      | R-O−           | Thiols              | R-S−           |
| Titane              | Ti4+            | Palladium         | Pd2+                | Halogénures     | F−,Cl−         | Halogénures         | I−             |
| Chrome              | Cr3+,Cr6+       | Argent            | Ag+                 | Ammoniac        | NH3            | Phosphine           | P-R3           |
| Trifluorure de bore | BF3             | Borane            | BH3                 | Ion carboxylate | R-COO−         | Thiocyanate         | SCN−           |
| Carbocation         | R3-C+           | Métaux au d.ox. 0 | M0                  | Carbonate       | CO32−          | Monoxyde de carbone | CO             |
|                     |                 |                   |                     | Hydrazine       | N2H4           | Benzène             | C6H6           |

## Quantification de la dureté chimique
En 1983, Pearson travaillant avec Robert Parr a étendu la théorie qualitative HSAB avec une définition quantitative de la dureté chimique (η) qui est proportionnelle à la dérivée seconde de l’énergie totale d’un système chimique par rapport au nombre d’électrons dans un environnement nucléaire fixe:
{\displaystyle \eta ={\frac {1}{2}}\left({\frac {\partial ^{2}E}{\partial N^{2}}}\right)_{Z}.}
Le facteur 1/2 est arbitraire et souvent omis, comme Pearson l’a noté.
Une définition opérationnelle de la dureté chimique est obtenue en appliquant une approximation en différence finie sur trois décimales de la dérivée seconde:
{\displaystyle {\begin{aligned}\eta &\approx {\frac {E(N+1)-2E(N)+E(N-1)}{2}},\\&={\frac {(E(N-1)-E(N))-(E(N)-E(N+1))}{2}},\\&={\frac {1}{2}}(I-A),\end{aligned}}}
où I est le potentiel d’ionisation et A l’affinité électronique. Cette expression implique que la dureté chimique est proportionnelle à l‘écart de bande (band gap) d’un système chimique, quand un tel écart existe.
La première dérivée de l’énergie selon le nombre d’électrons est égale au potentiel chimique, μ, du système,
{\displaystyle \mu =\left({\frac {\partial E}{\partial N}}\right)_{Z},}
à partir duquel une définition opérationnelle du potentiel chimique est obtenu depuis une approximation en différence finie de la dérivée du premier ordre, soit :
{\displaystyle {\begin{aligned}\mu &\approx {\frac {E(N+1)-E(N-1)}{2}}\\&={\frac {-(E(N-1)-E(N))-(E(N)-E(N+1))}{2}}\\&=-{\frac {1}{2}}(I+A)\end{aligned}},}
qui est égal à l'opposé de la définition de l’électronégativité (χ) sur l’échelle de Mulliken : {\displaystyle \mu \approx -\chi }. La dureté et l’électronégativité de Mulliken sont donc liés selon :
{\displaystyle 2\eta =\left({\frac {\partial \mu }{\partial N}}\right)_{Z}\approx -\left({\frac {\partial \chi }{\partial N}}\right)_{Z},}
et dans ce sens, la dureté est une mesure de la résistance à la déformation et au transfert de charge. De même une valeur de zéro indique une mollesse maximale, où la mollesse est définie comme la réciproque de la dureté.
Dans les compilations de valeurs de dureté chimique ainsi calculées, seule celle des anions hydrure dévient du modèle initial. Un autre défaut noté dans l’article original de 1983 est l’apparente dureté du Tl3+ en comparaison du Tl+. Et cette valeur ne permet pas de discriminer totalement les acides mous et bases molles :
| Acides de Lewis    | Acides de Lewis | Acides de Lewis | Bases de Lewis      | Bases de Lewis | Bases de Lewis |
| ------------------ | --------------- | --------------- | ------------------- | -------------- | -------------- |
| Hydrogène          | H+              | infini          | Fluorure            | F−             | 7              |
| Aluminium          | Al3+            | 45,8            | Ammoniac            | NH3            | 6,8            |
| Lithium            | Li+             | 35,1            | Hydrure             | H−             | 6,8            |
| Scandium           | Sc3+            | 24,6            | Monoxyde de carbone | CO             | 6,0            |
| Sodium             | Na+             | 21,1            | Hydroxyde           | OH−            | 5,6            |
| Lanthane           | La3+            | 15,4            | Cyanure             | CN−            | 5,3            |
| Zinc               | Zn2+            | 10,8            | Phosphane           | PH3            | 5,0            |
| Dioxyde de carbone | CO2             | 10,8            | Nitrite             | NO2−           | 4,5            |
| Dioxyde de soufre  | SO2             | 5,6             | Sulfhydryle         | SH−            | 4,1            |
| Iode               | I2              | 3,4             | Méthane             | CH3−           | 4,0            |

## Force de l'interaction
Si l’interaction entre un acide et une base en solution produit un mélange en équilibre, la force de l’interaction peut être quantifiée selon les termes d’une constante d'équilibre.
Une mesure quantitative alternative est l'enthalpie standard de formation des adduits de Lewis dans un solvant non-coordonnant. Drago et Wayland ont proposé une équation à deux paramètres qui prédit la formation d’un grand nombre d’adduits de façon assez précise :
{\displaystyle -\Delta H^{\Theta }(A-B)=E_{A}E_{B}+C_{A}C_{B}.\,}
Les valeurs des paramètres E et C peuvent être trouvés dans [Drago et al.] Hancock et Martell ont trouvé qu’une équation en E et C analogue à celle de Drago donnait une excellente prédiction quantitative des constantes de formation pour des complexes de 34 ions métalliques plus le proton, avec une vaste étendue d’acides de Lewis unidentates en solution aqueuse, et offrait aussi des aperçus des facteurs gouvernant le comportement HSAB en solution.
Un autre système quantitatif a été proposé, dans lequel la force des acides de Lewis est fondée sur l’affinité en phase gaz pour l'ion fluorure.

## Règle de Kornblum
Une application de la théorie HSAB est la dénommée « règle de Kornblum » qui établit que, dans des réactions avec des nucléophiles ambidents, c’est l’atome le plus électronégatif qui réagit le plus quand le mécanisme de réaction est SN1, et le moins électronégatif quand le mécanisme est SN2.
Cette règle (établie en 1954) précède en fait dans le temps la théorie HSAB, mais en termes HSAB son explication est que dans une réaction SN1, le carbocation (un acide dur) réagit avec une base dure (d’électronégativité élevée), et que dans une réaction SN2, le carbone tétravalent (un acide mou) réagit avec des bases molles.
Le principe HSAB est donc cohérent avec la règle de Kornblum, dont HSAB constitue plus une extension qu’une réelle explication.